# McLaren 720S
El McLaren 720S es un automóvil superdeportivo biplaza con motor central-trasero montado longitudinalmente y de tracción trasera, desarrollado y producido por fabricante británico McLaren Automotive. Es el segundo automóvil completamente nuevo de la McLaren Super Series, reemplazando al 650S a partir de mayo de 2017.
Fue presentado en el Salón del Automóvil de Ginebra el 7 de marzo de 2017 y está construido sobre un chasis de carbono modificado, que es más ligero y rígido en contraste con el 650S.

## Diseño

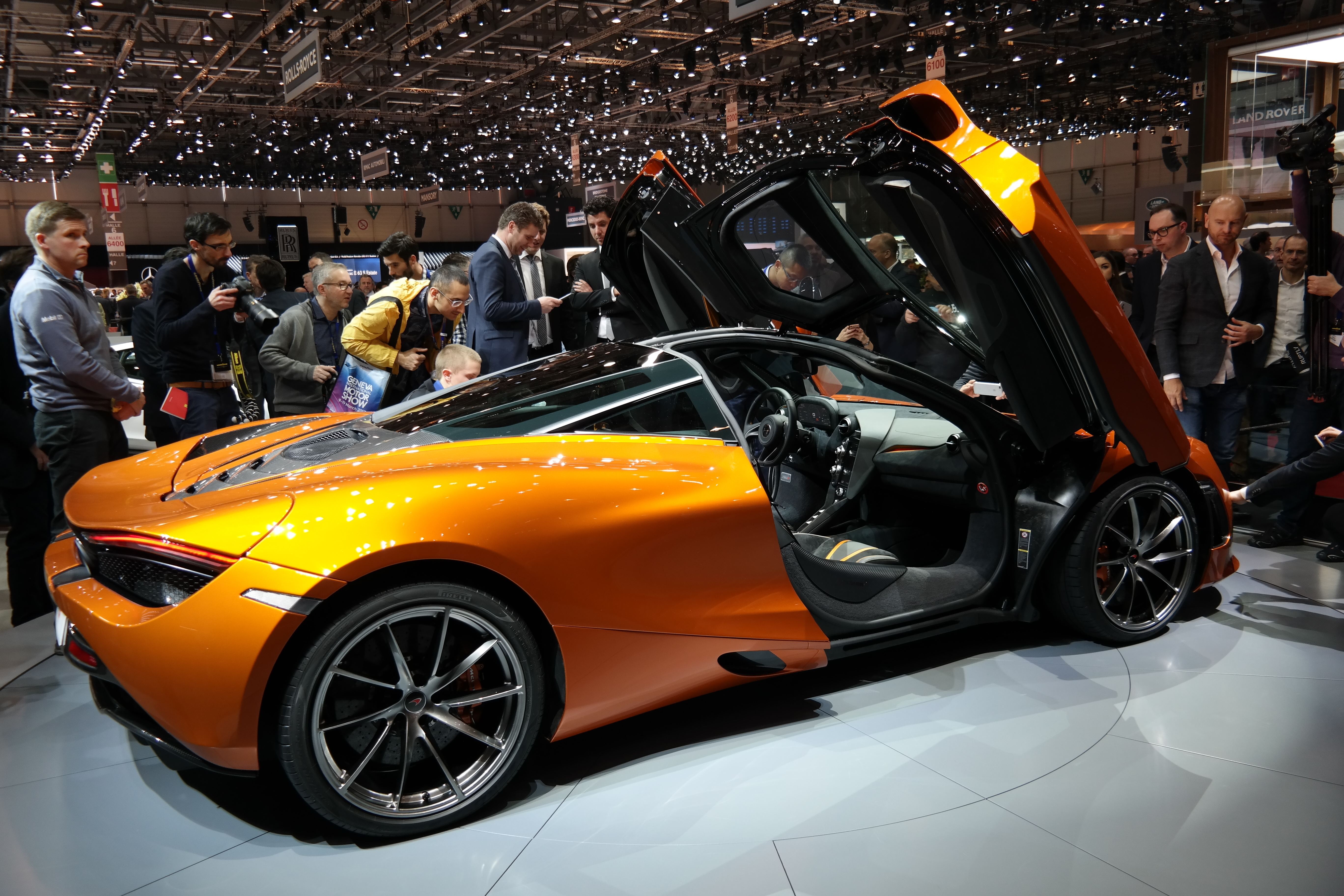
Con ambas puertas diédricas abiertas.

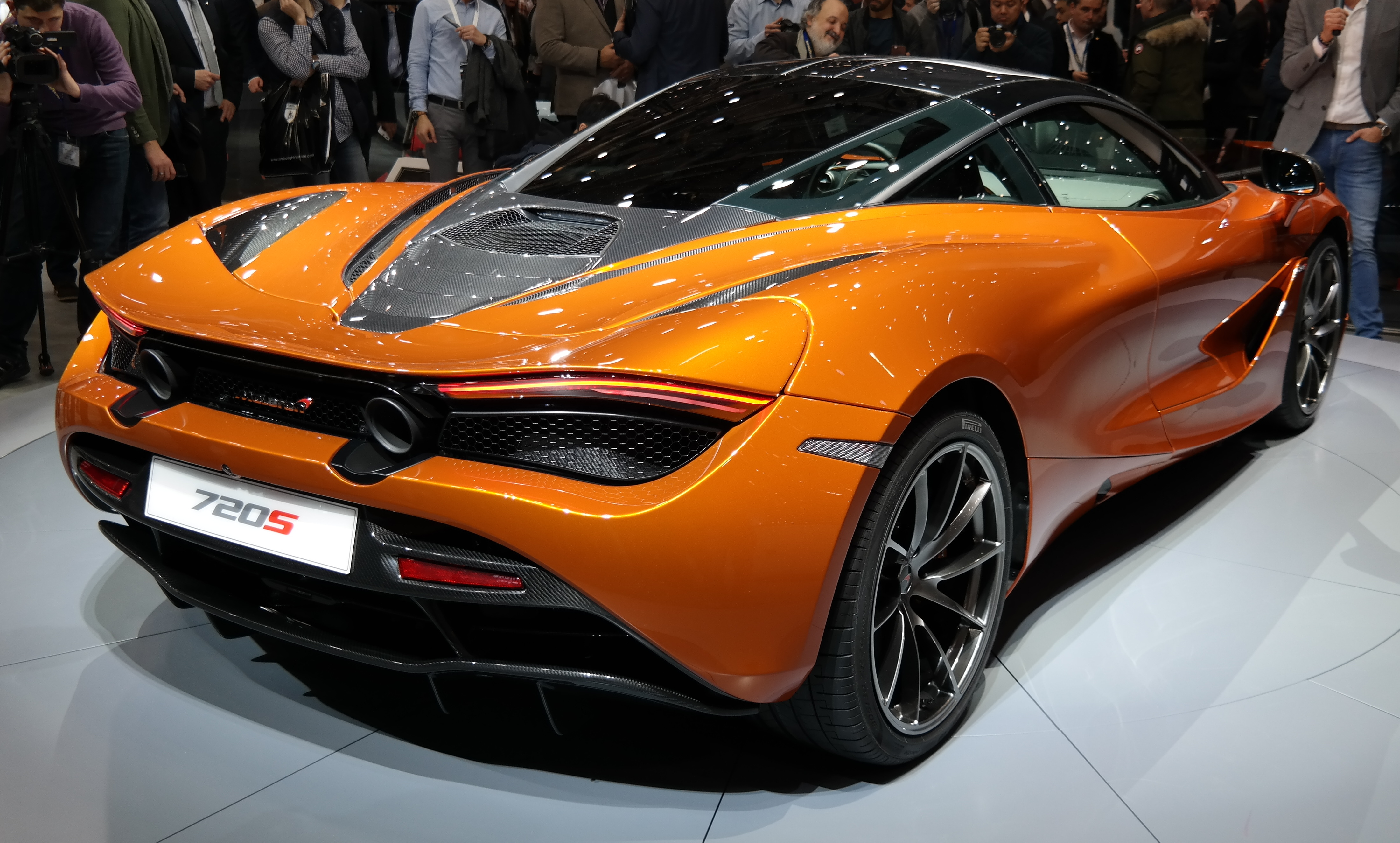
Vista trasera.

Cuenta con bisagras de dobles puertas diédricas y muchas características de diseño del McLaren F1. Los faros ocultan las rejillas de ventilación que conducen el aire entrante a dos radiadores pequeños delante de las ruedas. Las puertas cuentan con canales de aire que dirigen el aire hacia el motor. La parte trasera del coche cuenta con finas luces led similares a las del P1 de 2012. Cabe destacar que el 720s es la versión más moderna y superada del mismo P1 y cuenta con un par de escapes redondos. El diseño fue inspirado por el tiburón blanco grande y ofrece una puerta en forma de lágrima.
El interior del coche incluye una exhibición plegable del piloto y acentos de fibra de carbono, molduras de aluminio, un volante con inserciones también de fibra de carbono, costuras en contraste, un cuadro de instrumentos digital McLaren Driver Interface y que se puede esconder para mejorar la visibilidad, así como una consola central que estrena disposición de mandos y que parece estar todavía más orientada hacia el piloto. Cuenta con una cajuela delantera de 150 L (5,3 pies cúbicos) y otra trasera de 210 L (7,4 pies cúbicos). Apenas pesa 1283 kg (2829 libras) en seco, convirtiéndolo en el más ligero de su clase.
Inaugura la segunda generación de la gama Super Series de McLaren Automotive, haciendo efectivo el relevo generacional del MP4-12C, que posteriormente se conoció como McLaren 12C. Sería rival natural del Lamborghini Huracán y del Ferrari 488 GTB.
Cada uno de sus pliegues exteriores, cada panel de la carrocería, responde a una necesidad funcional. Se posiciona como la punta de la lanza de McLaren, siendo el primer producto que recibirá el relevo generacional desde la conformación de la compañía como fabricante de deportivos.
Estrena la nueva generación del sistema "Proactive Chassis Control", que busca la mayor capacidad de tracción en cualquier entorno. También cuenta con la segunda generación del chasis monocasco de fibra de carbono de la casa llamado "MonoCage II", usado por primera vez en el P1. Cuenta con dirección asistida hidráulica que trata de ofrecer la máxima capacidad de tracción en todo tipo de condiciones, además de un habitáculo más tecnológico enfocado en la velocidad.

### Interior

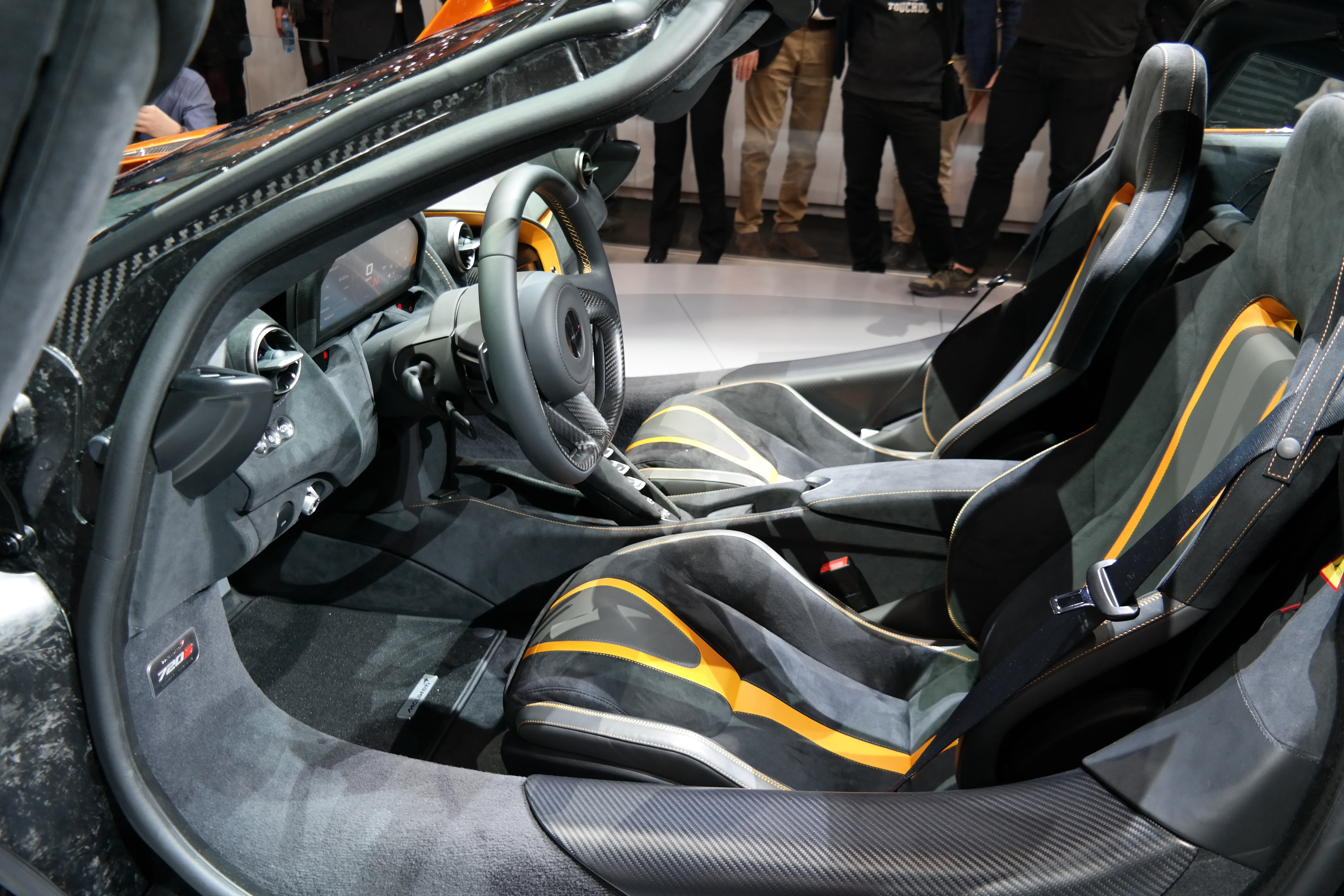
Vista del habitáculo interior.

Cuenta con un habitáculo más tecnológico, pero sobre todo enfocado en lo más importante, en la conducción. De ahí que el haya empleado una solución atípica para mejorar la experiencia de conducción del piloto en circuito, un cuadro de mandos escamoteable para ofrecer únicamente la información que requiere un piloto en la pista, además de una avanzada instrumentación móvil, que pivota para ajustarse a las necesidades de la conducción en carretera y circuito, de manera que muestra siempre y únicamente la información necesaria y que obedece a la implementación del cuadro de mandos personalizable, el cual emerge desde detrás del volante.
Supone también el estreno de una nueva filosofía estética más trabajada, pero a la vez minimalista. También sorprende que no existan entradas de aire en las aletas posteriores. McLaren asegura que la refrigeración de los radiadores posteriores se ha garantizado redirigiendo el flujo de aire por ese voladizo y esa hendidura, que se aprecia entre las puertas de apertura vertical y la línea acristalada lateral.
Se ofrecen tres niveles de acabado y equipamiento, con una categoría básica y dos opciones de acuerdo a las necesidades de cada cliente como Performance y Luxury, así como una amplia gama de extras opcionales y detalles de personalización.

## Especificaciones

### Motor

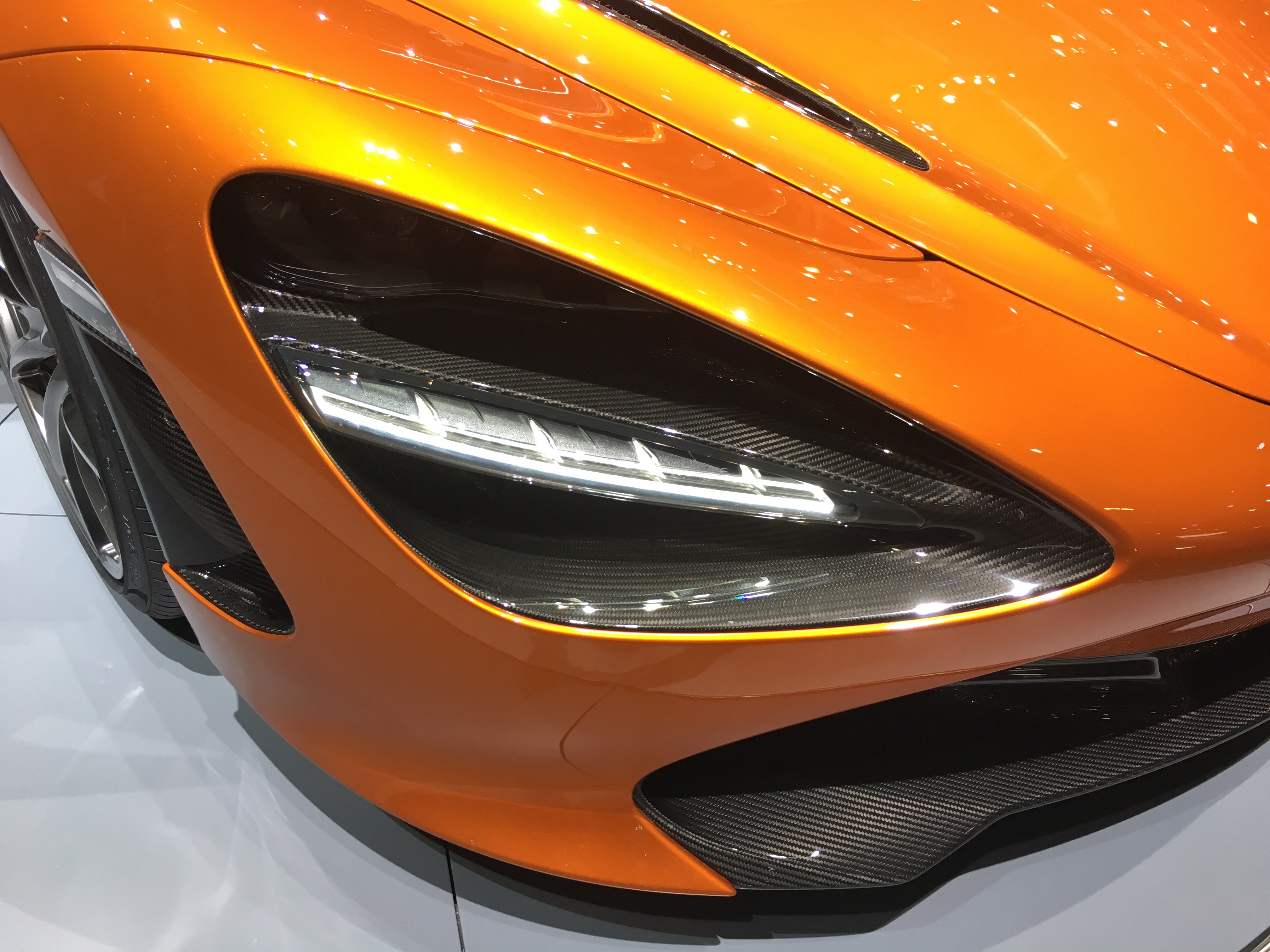
Detalle del faro delantero derecho.

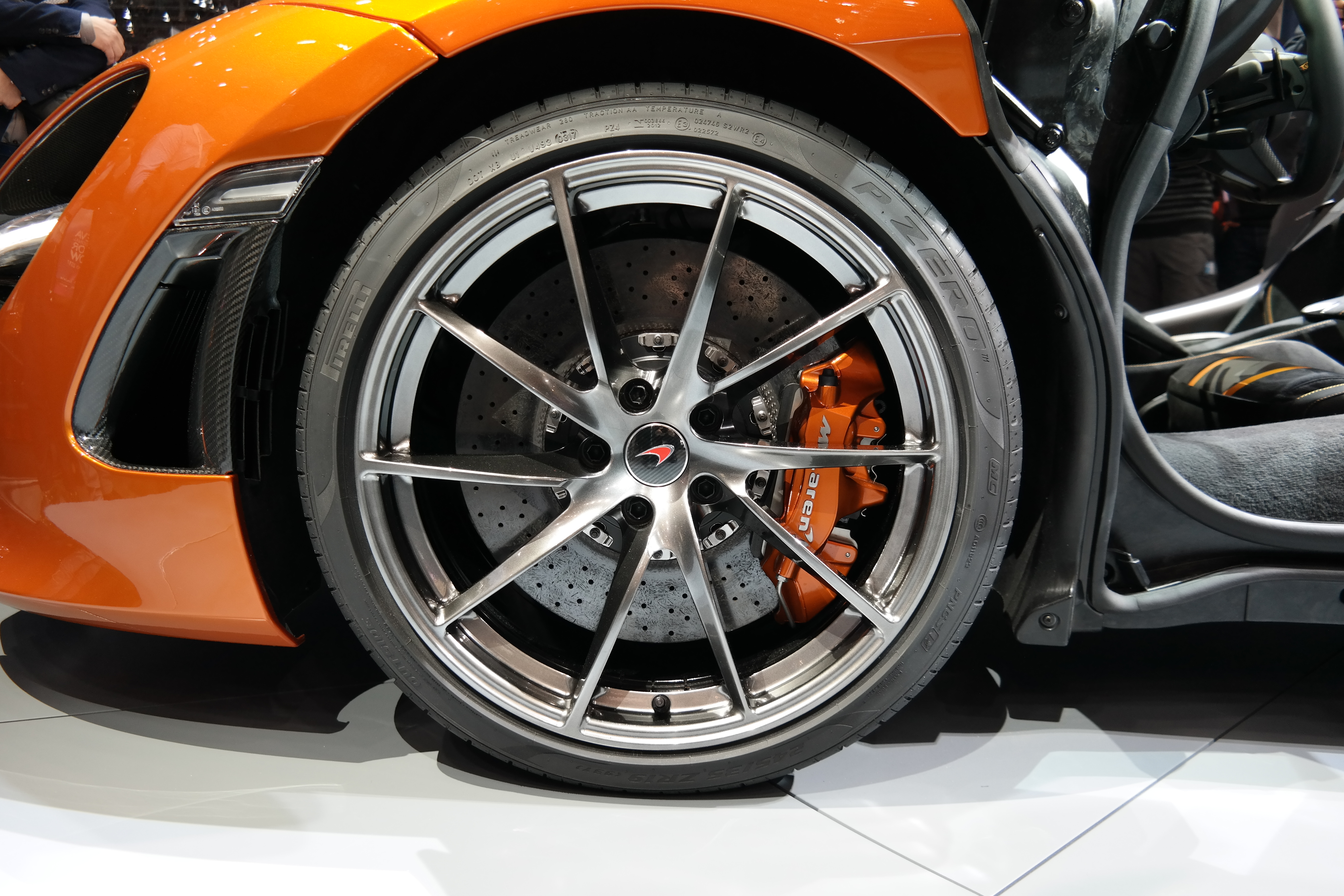
Detalle de la rueda delantera izquierda.

Está equipado con el nuevo motor V8 M840T biturbo de 3994 cm³ (4 L; 243,7 plg³), que produce 720 CV (710 HP; 530 kW) (de ahí su nombre) a las 7000 rpm y un par máximo de 770 N·m (568 lb·pie) a las 5500 rpm, esencialmente un incremento en la cilindrada de la unidad anterior de 3799 cm³ (3,8 L; 231,8 plg³), debido a que la carrera se ha alargado en 3,6 mm (0,14 pulgadas) para aumentar la capacidad, mientras que el 41% de sus componentes son nuevos.
El motor está acoplado a una caja de cambios de doble embrague "Seamless Shift Gearbox" (SSG) de 7 velocidades más reversa.

### Rendimiento
Puede acelerar de 0 a 100 km/h (0 a 62 mph) en 2.9 segundos, es decir, 0.1 segundos más rápido que el 650S y coincide con el tiempo del 675LT. El 0 a 200 km/h (0 a 124 mph) lo logra en 7.8 segundos, siendo 0.6 segundos más rápido que el 650S y 0.1 segundos más rápido que el 675LT. Su velocidad máxima es de 341 km/h (212 mph) y completará el 1/4 de milla (402 m) en 10.3 segundos. Su manejo se mejora con el control proactivo II del chasis de McLaren que nació de las conclusiones de un curso de PhD de cinco años en la Universidad de Cambridge. También viene con el "Modo de Deriva Variable", que manipula el control de estabilidad para ayudar al "drifting" del coche. Tiene una relación peso a potencia de 561 CV (553 HP; 413 kW) por tonelada métrica.

### Eficiencia
McLaren asegura una eficiencia líder en su clase, con unas emisiones de CO2 de 249 g (8,8 onzas)/km y un ahorro de combustible combinado de 26,4 mpgAm (8,9 L/100 km; 11,2 km/L), 38,2 mpgAm (6,2 L/100 km; 16,2 km/L) en el ciclo extraurbano y 17,1 mpgAm (13,8 L/100 km; 7,3 km/L) en el ciclo urbano. Ambos representan mejoras de alrededor del 10% con respecto del 650S.
| Distribución           | DOHC 4 válvulas por cilindro (32 en total), con VVT |
| Alimentación           | Inyección electrónica |
| Diámetro x carrera     | 93 x 73,5 mm (3,66 x 2,89 pulgadas) |
| Aspiración             | Dobles turbocompresores twin-scroll accionados eléctricamente |
| Sistema de lubricación | Cárter seco |
| Línea roja             | 8500 rpm |
| Diferencial            | Abierto con dirección de freno |
| Asistencias            | Sistema antibloqueo de ruedas (ABS), control de tracción (TCS), control de estabilidad (ESC), control de lanzamiento (Lauch control), control variable de drift (VDC) y asistente de retención en pendientes |
| Aceleración            | 0 a 60 mph (0 a 97 km/h) en 2.8 segundos 0 a 100 mph (0 a 161 km/h) en 5.5 segundos |
| Distancia de frenado   | 100 a 0 km/h (62 a 0 mph) en 30 m (98 pies) 20 a 0 km/h (12 a 0 mph) en 122 m (400 pies) |

## Variantes

### 720S Velocity
McLaren Special Operations develó el 720S Velocity apenas un día después de que se develara el 720S. McLaren no tiene tiempo con la velocidad de encargo del 720S, tiene pintura de Nerello rojo y volcán rojo y una capa de fibra de carbono, además, las ruedas son de aluminio ligero pintado de bronce metálico con diseño en forma de estrella de cinco radios. El interior tiene carbono en negro, guarnición alcantara con puntos culminantes rojos y acentos de la fibra de carbono.
En el interior aporta una tapicería en alcantara Carbon Black con todo tipo de elementos en color rojo, que ya en el 720S quedan distribuidos por todo el habitáculo, desde los revestimientos de las puertas hasta el tablero, el volante y los asientos deportivos.
Es la primera de cinco ediciones especiales que MSO sacará sobre la base del McLaren 720S. Mantiene el mismo motor con un precio que se fija en US$407 750 (equivalente a $506 837 en 2023). Acelera de 0 a 100 km/h (0 a 62 mph) en 2.9 segundos y una velocidad máxima de 341 km/h (212 mph).

### 720S Spider

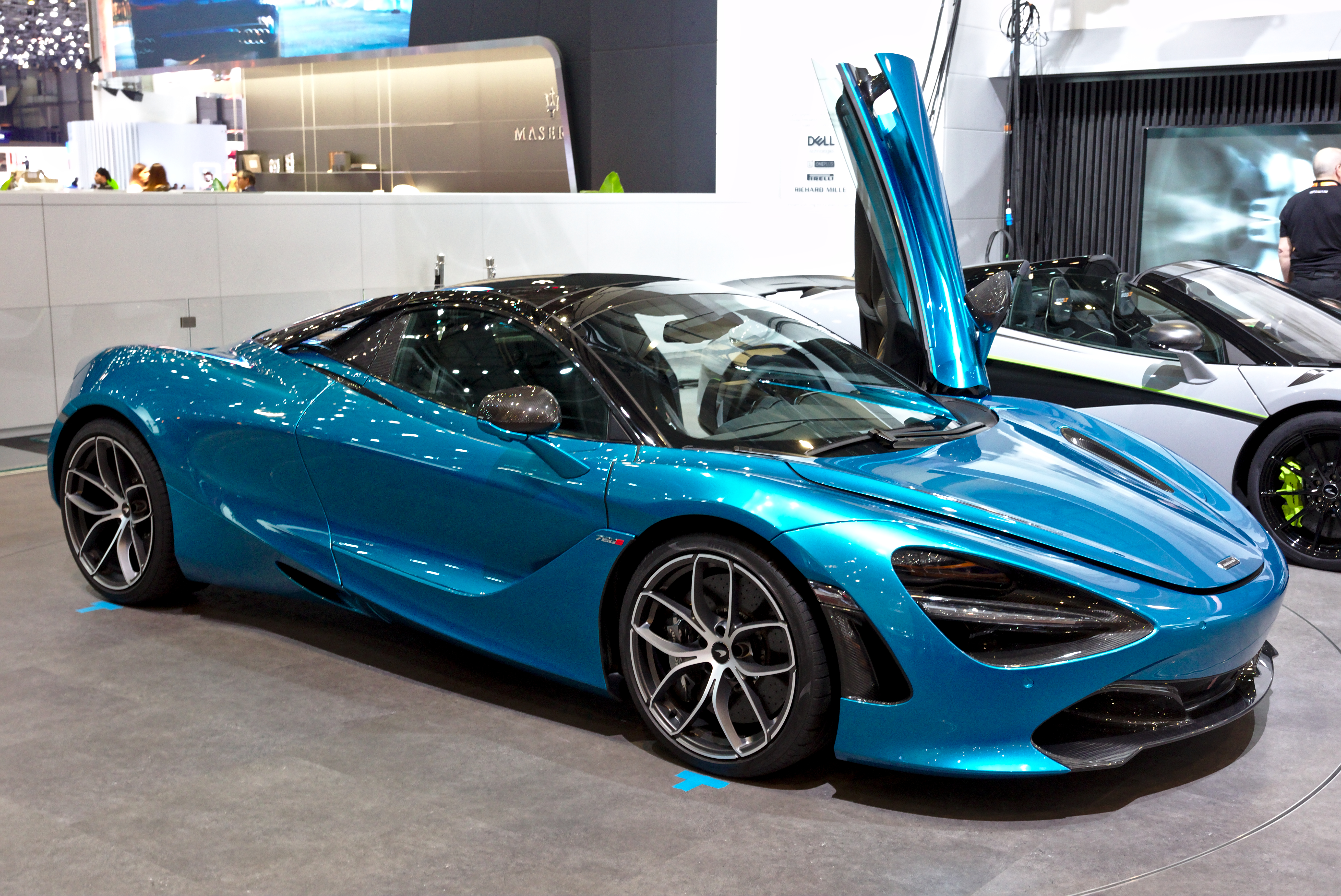
En el Salón del Automóvil de Ginebra de 2019.

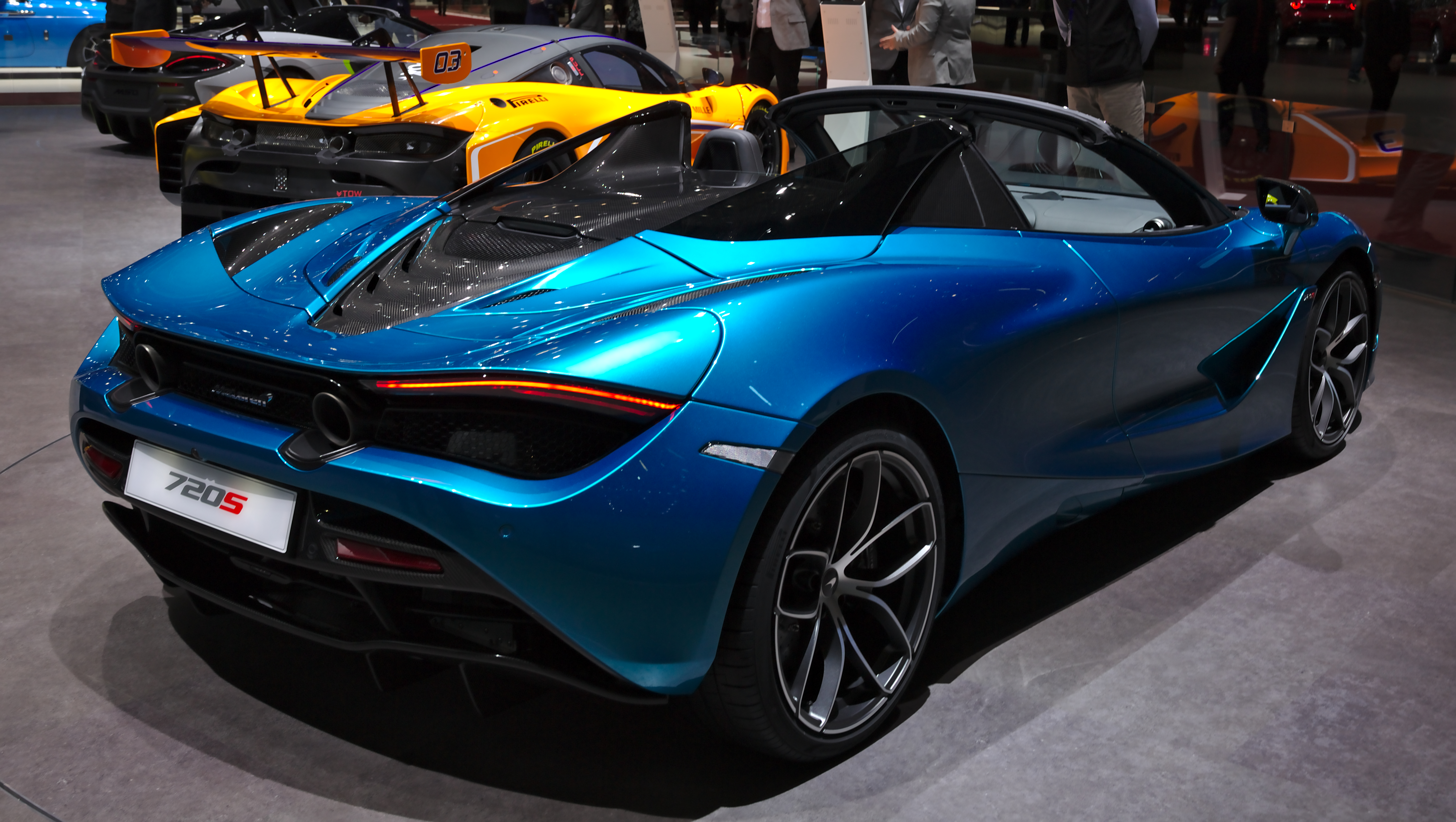
Vista trasera 3/4 con la capota abajo.

Se ha realizado una exhaustiva revisión al monocasco de fibra de carbono, mejor conocido al interior de la factoría de Woking como Monocage II-S, que en parte incluyó el correspondiente refuerzo a la carrocería con el fin de que pudiese soportar sin problemas la tremenda torsión.
En el proceso también añadieron una capota retráctil equipada con un mecanismo electrohidráulico, así como un novedoso sistema "ROPS" que permite desplegar dos arcos de seguridad en caso de vuelco. Dicho sistema es 6,8 kg (15,0 libras) más ligero que el empleado por el 650S Spider. En consecuencia, 720S Spider es 49 kg (108 libras) más pesado que el modelo cupé, lo que se traduce en un peso en vacío de 1332 kg (2937 libras), aunque McLaren afirma que es el más ligero de su clase.
Otra particularidad es que integra un nuevo mecanismo que permite subir o bajar la capota en un tiempo de 11 segundos a velocidades de hasta 50 km/h (31 mph).
Adicional al techo retráctil, cuenta con un techo de fibra de carbono que incorpora un cristal electrocrómico opcional que, mediante una corriente eléctrica, puede oscurecerse a gusto del piloto.
No hay cambios en su mecánica, por lo que mantiene el mismo bloque de la versión original. En todo momento se trató de mantener las prestaciones con respecto al cupé, por lo que continúa ofreciendo una aceleración de 0 a 100 km/h (0 a 62 mph) en 2.9 segundos, de 0 a 200 km/h (0 a 124 mph) en 7.9 segundos y una velocidad máxima de 325 km/h (202 mph) con el techo abajo o 341 km/h (212 mph) con el techo cerrado.

### 765LT

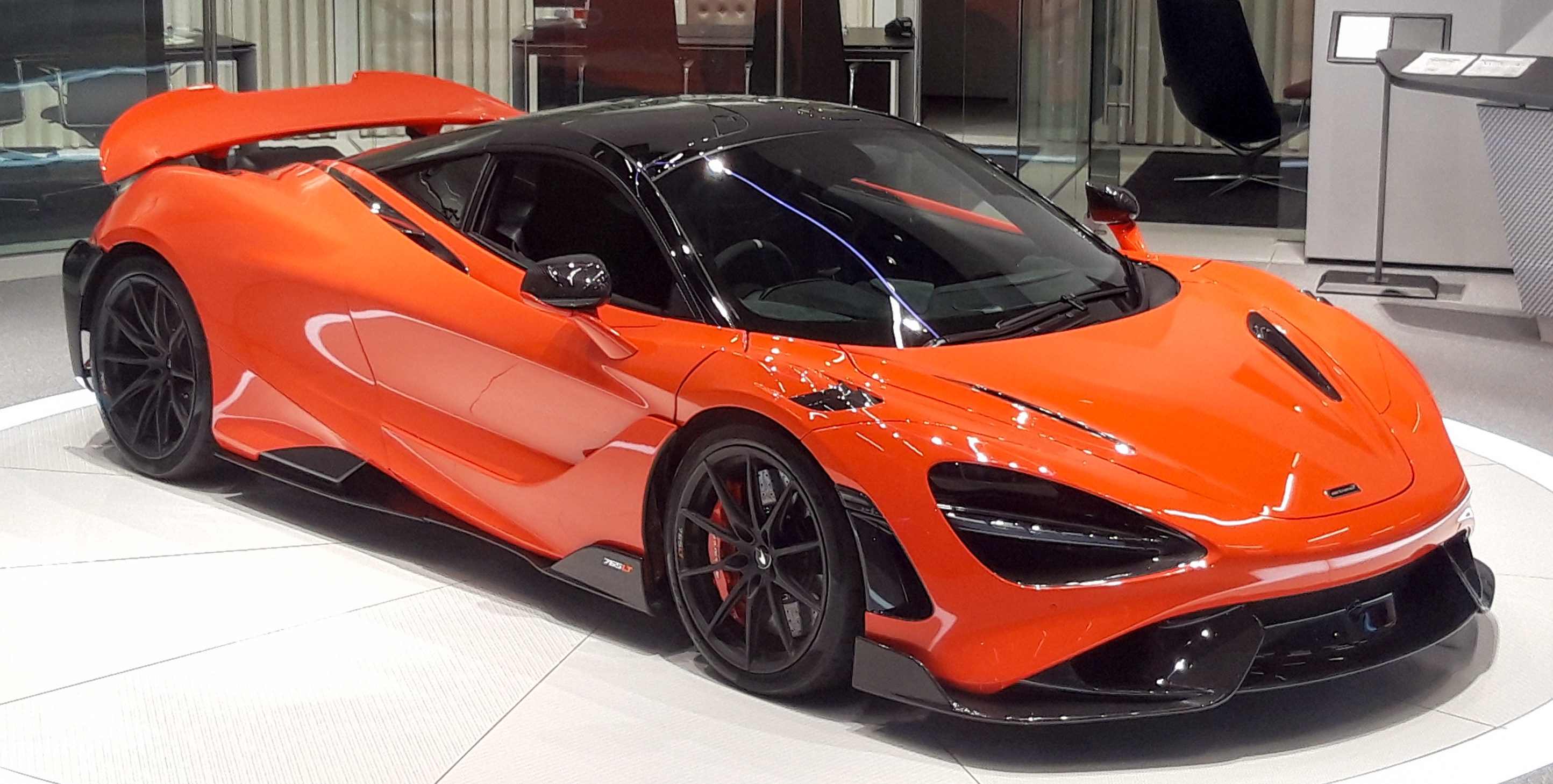
765LT 4.0 de 2020.

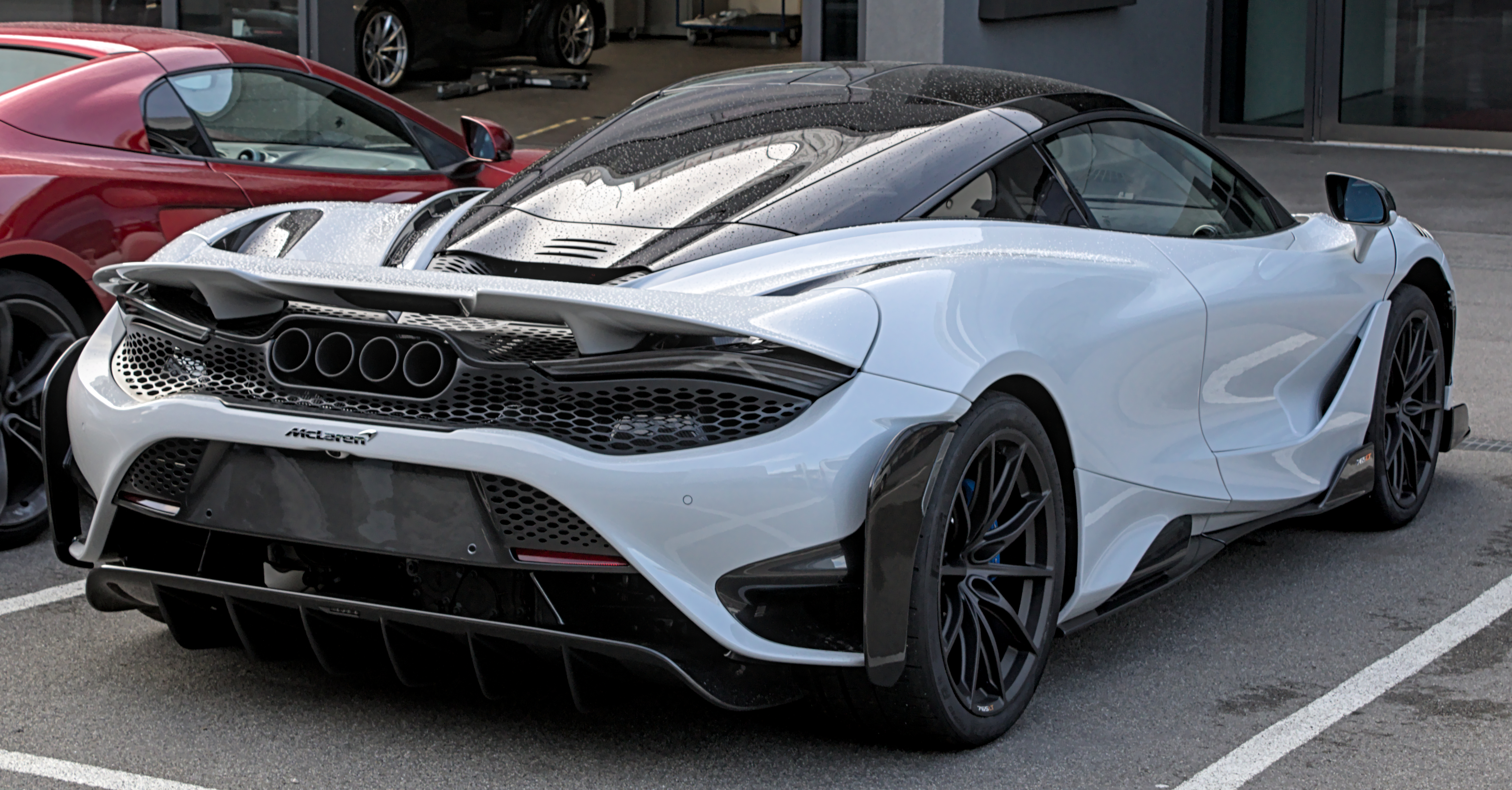
Vista trasera en Böblingen

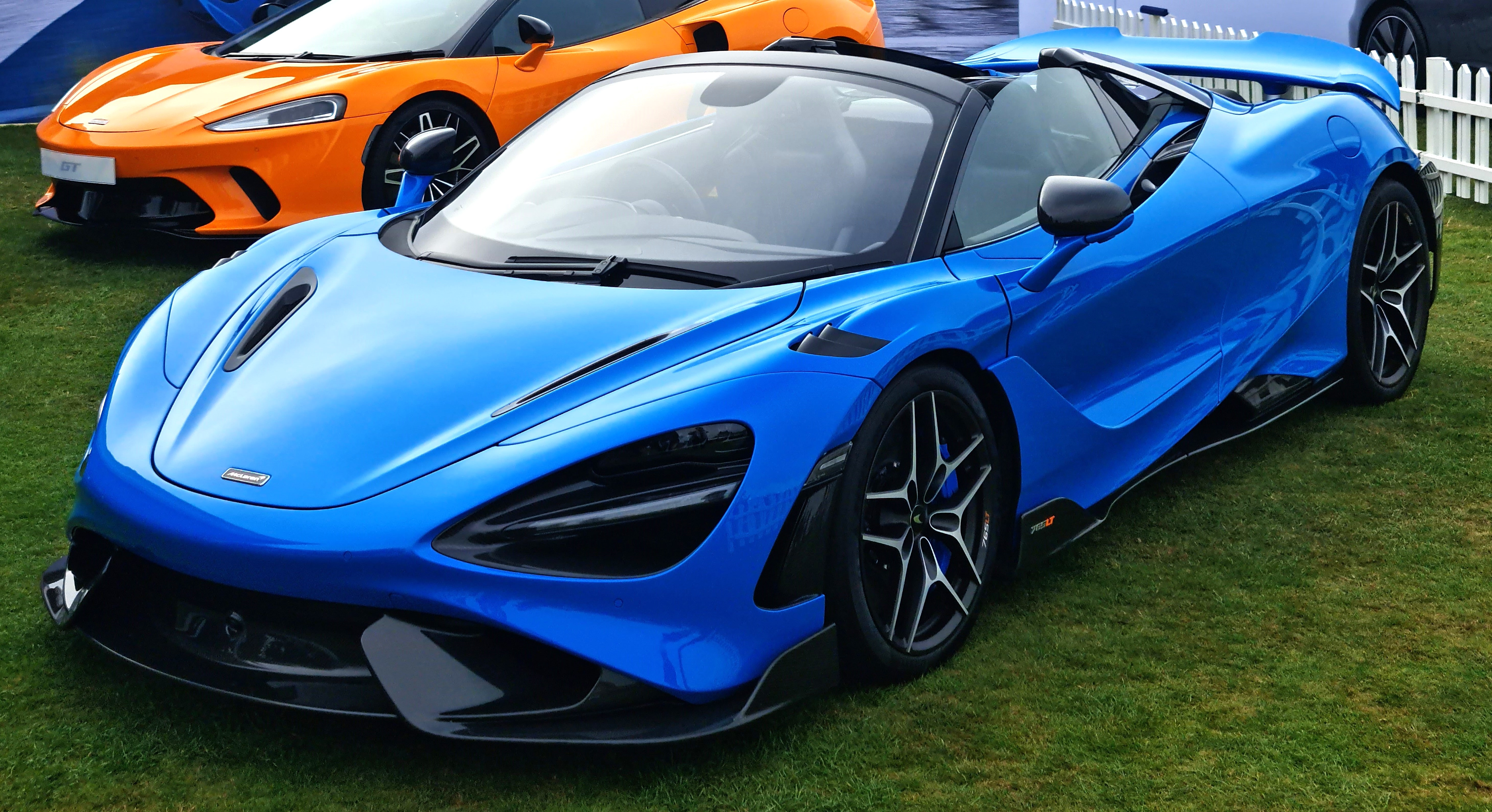
765LT Spider

Originalmente basado en el 720S, iba a ser presentado en el Salón del Automóvil de Ginebra de 2020. Debido a la pandemia de COVID-19, dicho Salón del automóvil fue cancelado el 27 de febrero de 2020, por lo que el estreno tuvo lugar el 3 de marzo de 2020 a través de Internet. Las entregas del vehículo, que se limitan a 765 unidades, estaban programadas para comenzar en septiembre de 2020. El modelo predecesor directo es el 675LT, que a su vez se basa en el 650S. El 765LT Spider era el último de esta línea exclusiva, en el cual solamente se necesitan 11 segundos para abrir y guardar el techo rígido retráctil eléctrico de una sola pieza ultraligero.
En comparación con el 720S, el divisor frontal está colocado 5 mm más cerca del suelo, lo que aumenta la inclinación del coche para una mejor carga descendente. La velocidad máxima de 330 km/h (205 mph) es inferior a la del 720S, ya que la aerodinámica optimizada no está diseñada para una velocidad máxima mayor. También se esperaba que el 765LT pudiera acelerar de 0 a 100 km/h (0 a 62 mph) en una décima de segundo más rápido que el 720S, debido a las relaciones de transmisión optimizadas, incluida una transmisión final construida con materiales de grado F1, generan una aceleración extrema.
Se trata de una versión mejorada con la nomenclatura LT, o Long Tail, que significa "cola larga". Al darle unos cuantos centímetros más en la parte trasera, añade una gran cantidad de carga aerodinámica, lo que permite tener un mejor agarre al asfalto, sin necesariamente aumentar el peso o la potencia.
De todas maneras se redujo el peso y se aumentó la potencia, al fabricar todos sus paneles en fibra de carbono, cambiar las ventanas traseras de vidrio por acrílico, desnudar el interior de toda tapicería innecesaria y rediseñar las rines completamente, logrando así el reducir alrededor de 80 kg (176 libras), entre otras cosas, mediante el uso de fibra de carbono y ventanas de policarbonato.
Se ha aumentado la potencia máxima a 765 CV (755 HP; 563 kW) (de ahí el nombre 765LT), lo que convertía hasta ese momento en el modelo más potente de la "Super Series", con lo que se ha vuelto un motor capaz de lograr lo que hace algunos años solamente podían coches con asistencia híbrida, como el P1. También hereda bastantes piezas del McLaren Senna. Con su rediseñada aerodinámica, produce alrededor de 40 kg (88 libras). Se ha afinado el motor para producir alrededor de 44 CV (32,4 kW) más, así como reforzar la transmisión con más piezas del Senna. Destaca, además de la mejora en el motor, por ser el primer McLaren con un sistema de escape totalmente fabricado en titanio de cuatro salidas. Acelera de 0 a 100 km/h (0 a 62 mph) en 2.7 segundos y alcanza los 200 km/h (124 mph) en 7.2 segundos, es decir, 1.2 segundos menos que la versión normal. Su distancia de frenado desde 100 km/h (62 mph) hasta detenerse por completo es de 29,5 m (97 pies) y desde 200 km/h (124 mph) es de 108 m (354 pies). Sus emisiones de CO2 según el ciclo WLTP, son de 280 g (9,9 onzas)/km.
La carrocería de fibra de carbono a medida está tallada y esculpida para aumentar la carga aerodinámica que mejora el enfriamiento, cuyo perfil es alargado y mínimo. La suspensión delantera es más baja con una vía delantera más ancha. Las tomas de aire laterales están inspiradas en el 675LT Spider. Sus nuevos rines de aleación de diez radios ligeros y el alerón trasero activo de fibra de carbono, son de un diseño que mejora de forma funcional.
Su interior es austero con fibra de carbono por todos lados, nada de tapicerías caras ni diferentes tipos de piel. La consola central ha sido rediseñada para tener una nueva pantalla táctil de 8 pulgadas (20,3 cm) colocada de forma vertical, que controla todos los sistemas de entretenimiento, con la opción gratuita de eliminar el sistema de sonido Bowers & Wilkins. Los nuevos asientos de carreras son traídos directamente también del McLaren Senna, con lo que reduce su peso en alrededor de 15 kg (33 libras), además de contar con una estructura trasera de barras de choque fabricadas en acero, para salvaguardar al piloto en caso de volcadura, aunque entrar y salir del coche seguirá siendo un tanto difícil.
En cuestión de precio, costaría alrededor de US$75 000 más que el 720S normal, lo que lo coloca en un rango de US$375 000.

### 720S Bruce McLaren
McLaren Special Operations presentó un "one-off" en el Salón del Automóvil de Dubái llamado 720S Bruce McLaren, cuya característica especial es que tiene una frase tatuada en su carrocería negro satinado, la cual fue escrita en un tono dorado sobre el alerón y que traducida en árabe decía:

"La vida no solamente ha de medirse en años, sino también en los logros que se alcanzaron…"
atribuida a Bruce McLaren.

Esta unidad es también un ejemplo de las posibilidades de personalización que ofrece McLaren Special Operations; y de la importancia que estos departamentos de encargos especiales tienen en los fabricantes de superdeportivos. Entre otros detalles, esta unidad cuenta con rines dorados, e incluso una cubierta del motor bañada en oro de 24 quilates. Únicamente el alerón trasero con dicha inscripción de la frase de Bruce McLaren en árabe, exigió 30 horas de trabajo.
La combinación de tonos negros y dorados también se extiende al habitáculo. Además de la placa identificativa con la leyenda "1 de 1" que remarca la condición de ser un fuera de serie de este modelo, en el interior se puede apreciar un tapizado en alcantara y cuero negro, así como ciertos remates en fibra de carbono en los paneles de las puertas. El tono dorado se extiende a las levas del cambio y a otros pequeños remates del volante, lo que le da un toque todavía más exclusivo.
A nivel mecánico no recibe ningún tipo de modificación, por lo que bajo su negra carrocería tiene el mismo bloque de la firma británica, siendo capaz de acelerar de 0 a 200 km/h (0 a 124 mph) en 7.8 segundos y acreditar una velocidad máxima de 341 km/h (212 mph).

### Mansory 720S

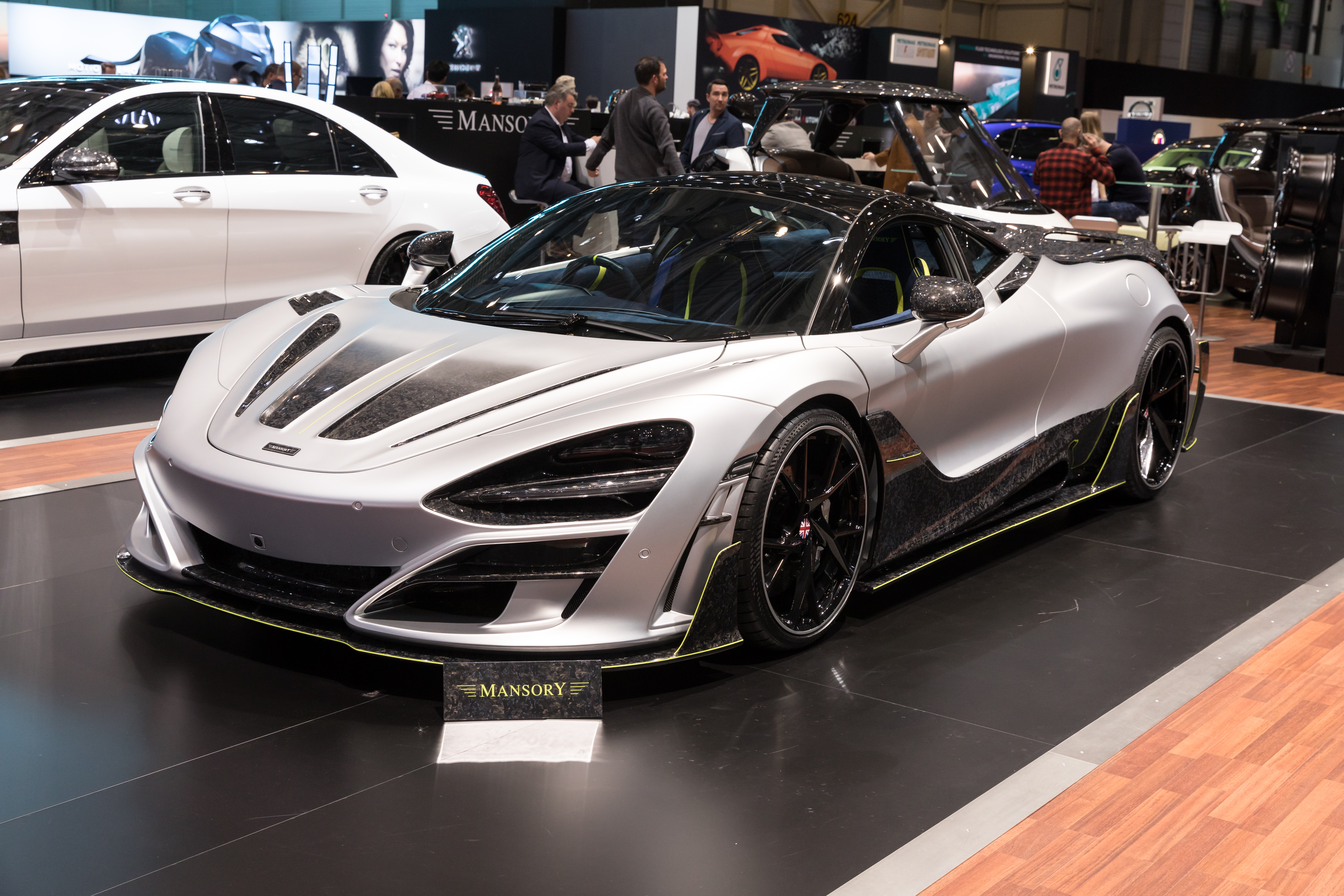
En el Salón del Automóvil de Ginebra de 2018, en Le Grand-Saconnex.

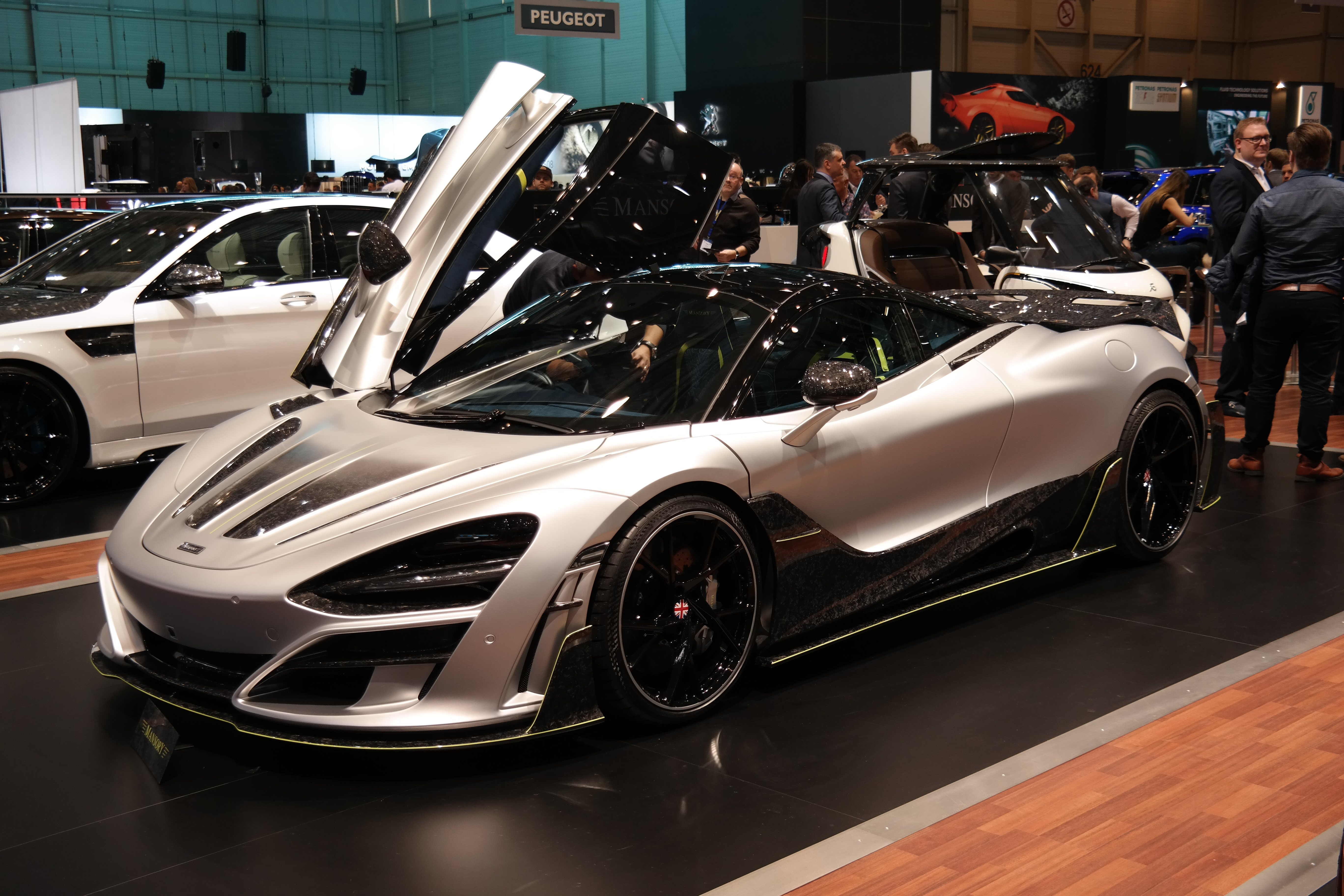
Con la puerta diédrica derecha abierta.

El Mansory 720S debutó en Salón del Automóvil de Ginebra, junto con el Senna y el Senna GTR. Cuenta con un diseño más agresivo con ciertas modificaciones en los faldones laterales, el cofre y la defensa trasera, lo que le permite tener una mejor aerodinámica mediante uso extensivo de fibra de carbono.
Tanto la potencia del V8 como el rendimiento, se han mejorado optimizando el software de gestión de este y añadiendo un sistema de escape especial con convertidores catalíticos más eficientes y un control neumático de flaps que le permite alcanzar una potencia máxima de 765 CV (755 HP; 563 kW) a las 7300 rpm y un par máximo de 780 N·m (575 lb·pie) a las 5600 rpm, con una aceleración de 0 a 100 km/h (0 a 62 mph) en solamente 2.8 segundos y un aumento en su velocidad máxima hasta los 345 km/h (214 mph).
La suspensión se ha actualizado con muelles de descenso y rines forjados ultraligeras de una sola pieza, cuyas dimensiones de son 20 x 9,5 pulgadas (50,8 x 24,1 cm) en el eje delantero y 21 x 11 pulgadas (53,3 x 27,9 cm) en el trassero, con neumáticos de alto rendimiento de perfil extremadamente bajo.
En el interior, un nuevo volante con bolsas de aire y materiales de mayor calidad hacen que el habitáculo sea tan especial como el exterior, lo que promete comodidad al piloto al asaltar la autopista.

### 750S

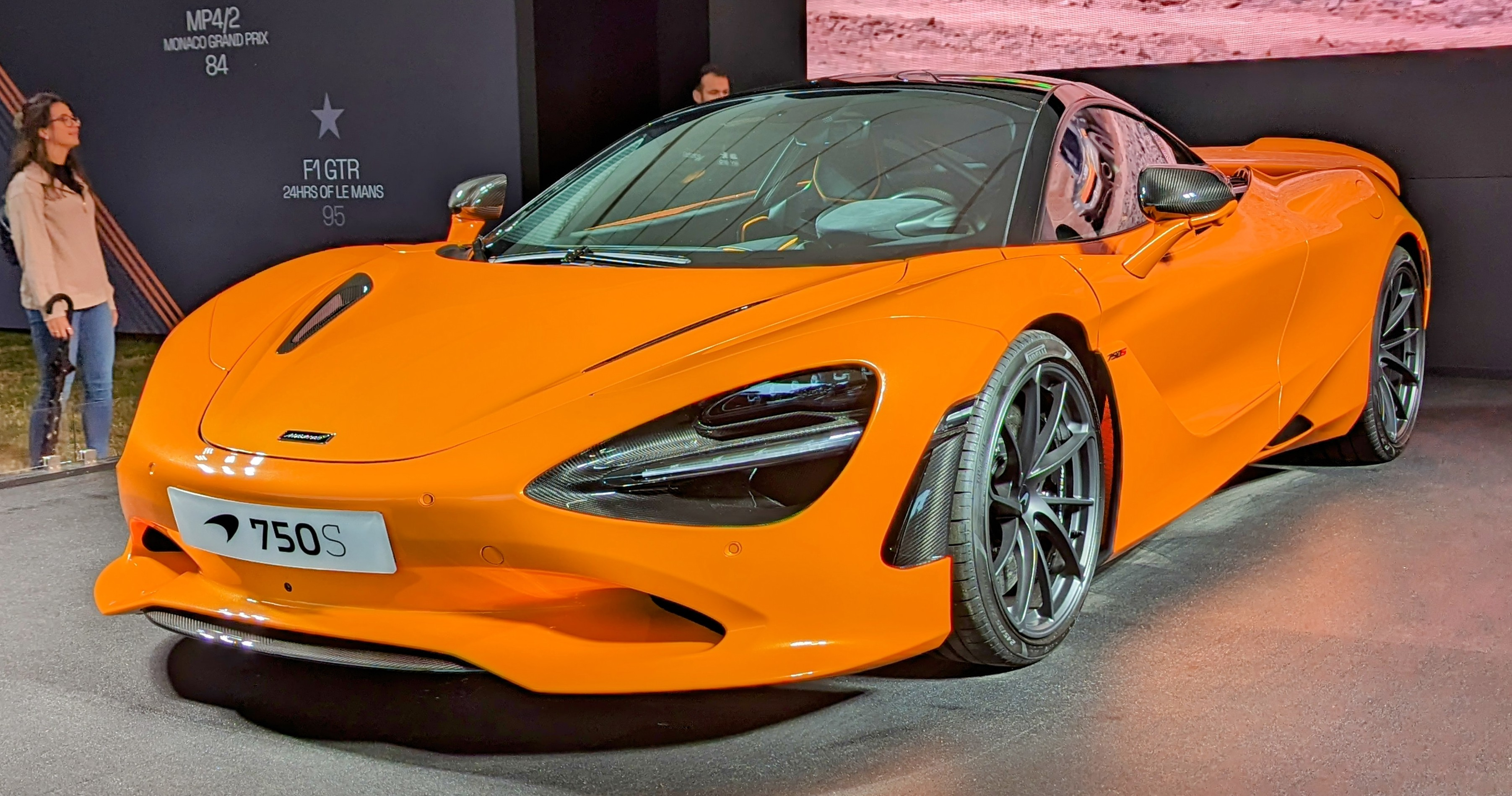
Cupé de 2023

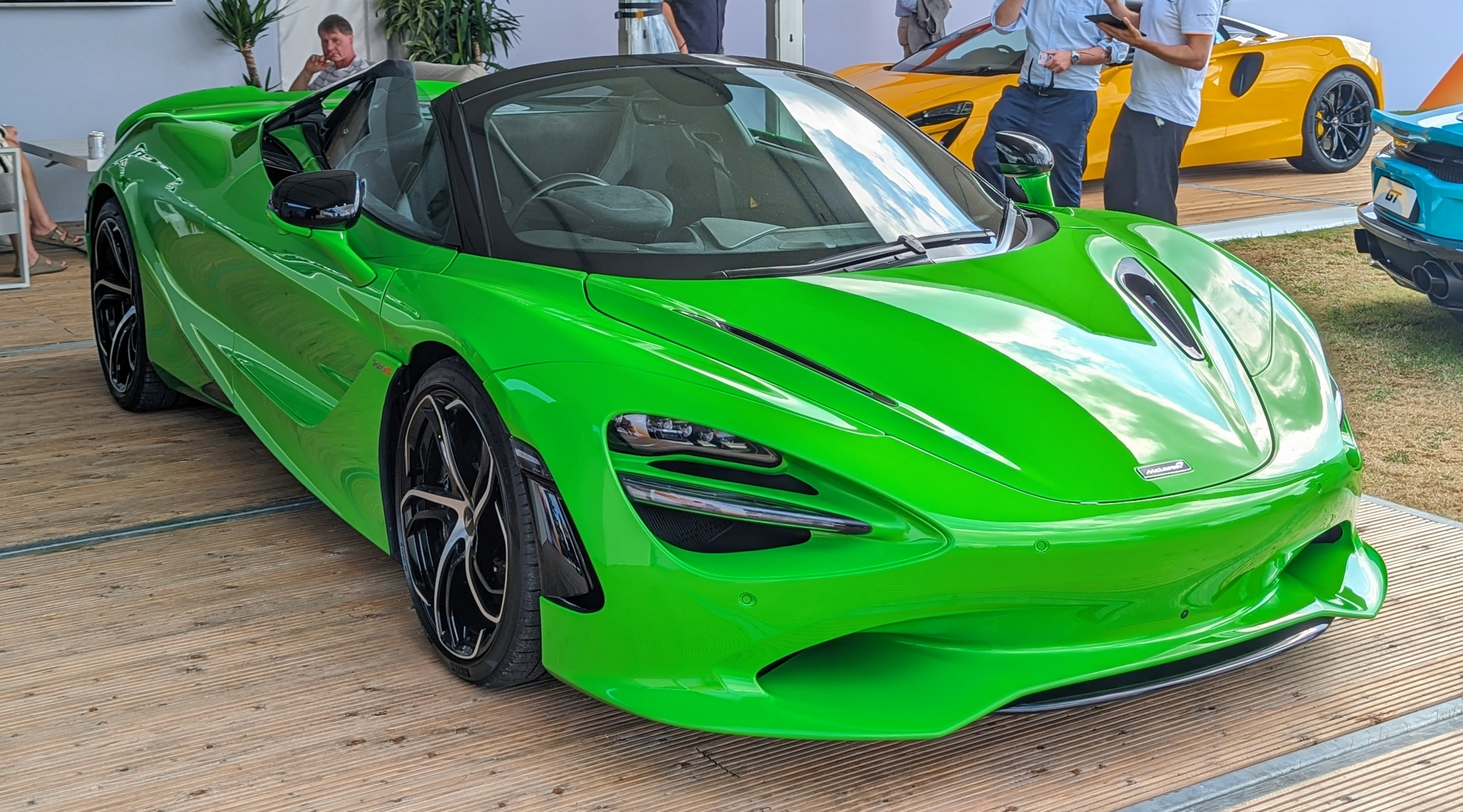
Spider de 2023

Se presentó a finales de abril de 2023 el modelo 750S que pertenece a la familia conocida como "Super Series", el cual no se trata de un coche totalmente nuevo, sino esencialmente un rediseño del ya existente 720S. Está basado en el rendimiento, la conducción y las respuestas de este último, pero con varias mejoras en la puesta a punto. Es 30 kg (66 libras) más ligero que antes derivado de los ajustes, mejoras en los materiales y al análisis de ingeniería asistida por computadora, logrando un peso total en seco de 1277 kg (2815 libras) y de 1389 kg (3062 libras) orden de marcha.
Está equipado con el mismo V8 biturbo de 3994 cm³ (4 L; 243,7 plg³), pero con la potencia aumentada también a 30 CV (22 kW) y el par máximo a 30 N·m (22 lb·pie), llegando a 750 CV (740 HP; 552 kW) (de ahí el nombre) y 800 N·m (590 lb·pie), respectivamente. Con estas cifras es más potente que el P1. Otros cambios incluyen la vía delantera 6 mm más ancha, amortiguadores de doble válvula, una cremallera de la dirección más rápida y la transmisión con una relación final un 15% más corta. También se añaden un nuevo alerón trasero activo de mayores dimensiones para conseguir más carga aerodinámica a alta velocidad, el cual actúa como el DRS de la Fórmula 1 para reducir la resistencia del aire. Estéticamente, las puertas presentan unas hendiduras que sirven para canalizar el aire que pasa desde la parte delantera, con un nuevo divisor (splitter). Su defensa trasera también se aprecia rediseñada respecto al 720S.
Con todas las mejoras en su rendimiento y desempeño, logra acelerar de 0 a 100 km/h (0 a 62 mph) en 2.8 segundos, de 0 a 200 km/h (0 a 124 mph) en 7.2 segundos, al 1/4 de milla (402 m) en 10.1 segundos y una velocidad máxima de 332 km/h (206 mph). La frenada desde 100 km/h (62 mph) la hace en 30 m (98 pies) y desde 200 km/h (124 mph) en 113 m (371 pies). Sus emisiones según el ciclo WLTP son de 276 g (9,7 onzas)/km, mientras que su consumo según el ciclo NEDC es de 12,2 L/100 km (8,2 km/L; 19,3 mpgAm).
Además de la versión cupé, también estaría disponible en carrocería spider, los cuales no cambian demasiado respecto a su predecesor el 720S. Toda su producción hasta 2024 ya está reservada y asignada.

## En competición

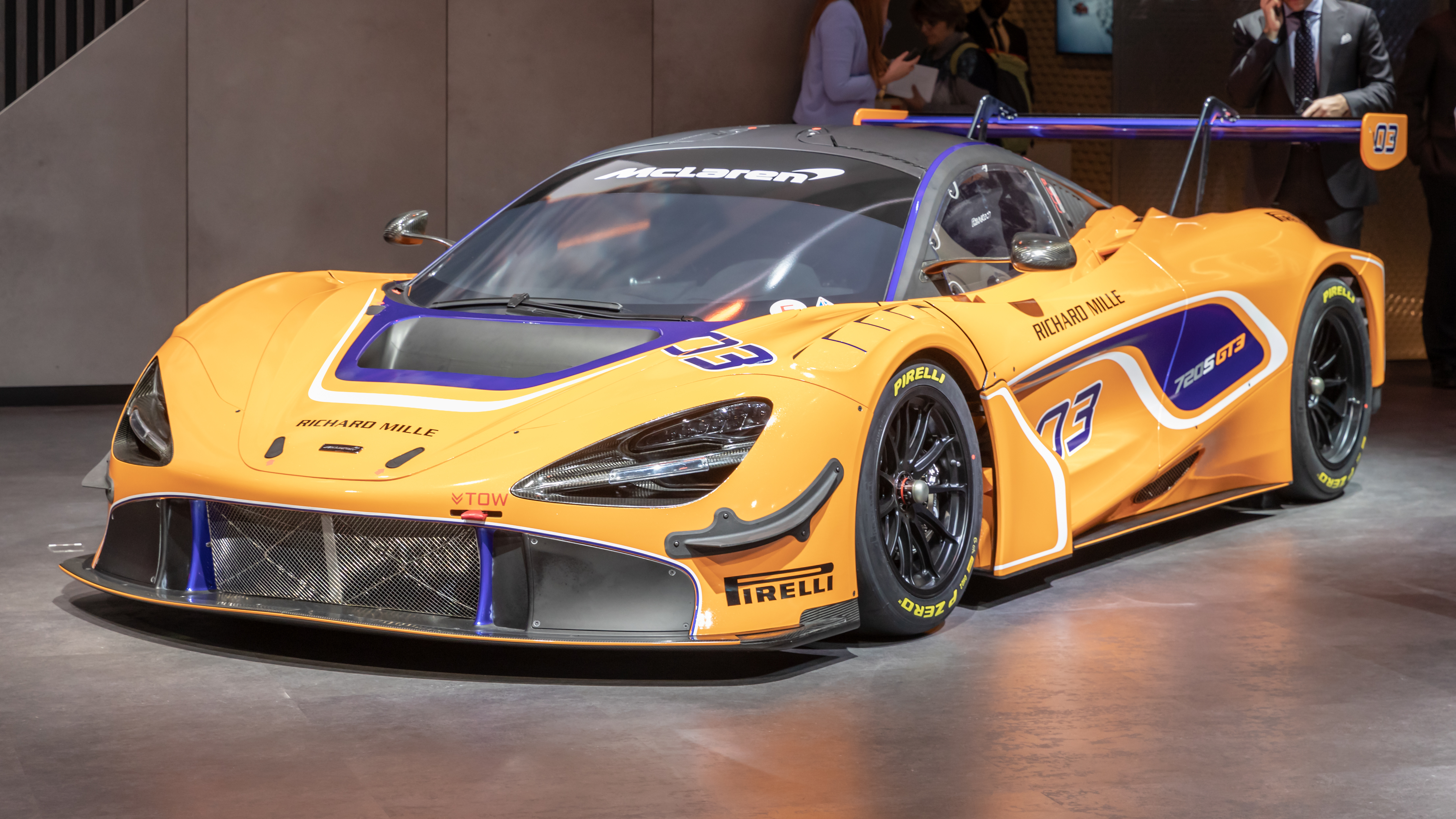
720S GT3 en el Salón del Automóvil de Ginebra de 2019.

McLaren anunció que estaba trabajando en un totalmente nuevo 720S GT3 para la alta competencia y en la creación de un programa carrera-cliente.  Este nuevo 720S GT3 reemplazaría al 650S GT3 y se uniría al 570S GT4, aunque recién comenzaría sus pruebas en 2018, para poder estar disponible para la temporada 2019. También cumpliría con todas las regulación del Campeonato FIA GT y se beneficiaría de los seis años que la marca lleva en este tipo de competición.
Al igual que el 720S de calle, el modelo de competición utiliza como base el MonoCage II o monocasco de fibra de carbono, e incluiría una aerodinámica optimizada. El V8 sería el mismo ya conocido, aunque preparado para la alta competencia, acoplado a una transmisión secuencial de seis velocidades.
La carrocería y todos los nuevos elementos aerodinámicos serían fabricados en una mezcla de material compuesto y fibra de carbono, mientras que la suspensión tendría amortiguadores ajustables y espirales en los ejes delantero y trasero.
El 90% de sus componentes han sido cambiados u optimizados respecto al modelo de calle. Su V8 tendría una potencia aproximada de 500 CV (493 HP; 368 kW) en competición por normativa. Como todos los modelos de la categoría, cuenta con un sistema de tracción trasera.
Uno de los detalles a tener en cuenta es que ha sido desarrollado y sería construido unidad por unidad por McLaren Automotive, tarea que en el caso del McLaren 650S GT3 estaba realizada por CRS Racing en un proceso externalizado por parte de la marca. Su distribución se haría desde un total de diez concesionarios repartidos por todo el mundo, con un precio rondaría los 500 000 €.